# 玉城織衛
玉城 織衛（たまき おりえ）は、豊後（現 大分県）出身の幕末の直心影流剣術の剣客。新徴組の剣術教授方の一人で、剣の腕では新徴組随一と謳われた。

## 経歴
剣術修行のため江戸に出て、直心影流の男谷信友の道場に入門して修行した。
文久3年（1863年）の浪士組結成の際、これに加わり、浪士組五番隊に属して上洛したが、上洛後の浪士組分裂により清河八郎らとともに江戸に戻った。
同年、江戸に戻った浪士組が新徴組に改組され、玉城は剣術教授方の一人に選ばれた。
戊辰戦争では、新徴組は庄内藩兵とともに戦ったが、敗戦後、玉城を含む新徴組隊士は劣悪な条件で開墾に徴用された。
明治5年（1872年）、玉城の指揮により新徴組元隊士80名とともに脱走。その後の消息は不明である。